# Moodna Viaduct
Das Moodna Viaduct (auch Moodna Creek Viaduct) ist eine eingleisige Eisenbahnbrücke über das Tal des Moodna Creek. Es liegt am nördlichen Ende des Schunemunk Mountain im Osten vom Orange County des US-Bundesstaates New York. Die fast einen Kilometer lange Trestle-Brücke (Gerüstpfeilerviadukt) aus Stahl wurde bis Ende 1908 von der Erie Railroad (ERIE) errichtet. Sie war Teil einer Güterverkehrsstrecke mit geringer Steigung von Highland Mills nach Port Jervis (Graham Line), die als Entlastung der südlich davon verlaufenden Hauptstrecke Anfang 1909 in Betrieb genommen wurde. Die ERIE fusionierte 1960 zur Erie Lackawanna Railroad, die aber schon 1972 Insolvenz anmelden musste. Im Jahr 1976 kam sie mit anderen insolventen Eisenbahngesellschaften in den Besitz der staatlichen Auffanggesellschaft Conrail. Der Vorortverkehr von New York City wurde 1983 in New York von Metro-North Railroad und in New Jersey von New Jersey Transit übernommen. Der Personenverkehr nach Port Jervis wurde dabei auf die Güterverkehrsstrecke verlegt. Nach der Aufspaltung von Conrail 1999 ging die Strecke einschließlich des Moodna Viaducts an die Norfolk Southern Railway, die sie 2003 an die Metro-North Railroad verpachtete. Die Port-Jervis-Linie wird im Auftrag von Metro-North durch NJ Transit betrieben.

## Geschichte

### Die Graham Line der Erie Railroad
Die ursprünglich zwischen New York City und dem namensgebenden Eriesee verlaufende Erie Railroad (ERIE) hatte ihr Streckennetz bis Ende des 19. Jahrhunderts nach Cincinnati und Chicago ausgedehnt und wollte die Kapazität ihrer Hauptstrecke im Bundesstaat New York nach Port Jervis erweitern. Da die Strecke hier Steigungen von über 10 ‰ hatte, was stellenweise den Einsatz von zusätzlichen Schiebelokomotiven bedingte, entschied sich die ERIE gegen einen viergleisigen Ausbau und verlegte zwischen 1905 und 1908 eine teilweise zweigleisige Umfahrungsstrecke für den Güterverkehr mit geringer Steigung zwischen Highland Mills und dem Guymard Lake in den Shawangunk Mountains, wo sie etwa zehn Kilometer nordöstlich von Port Jervis wieder an die Hauptstrecke anschloss.

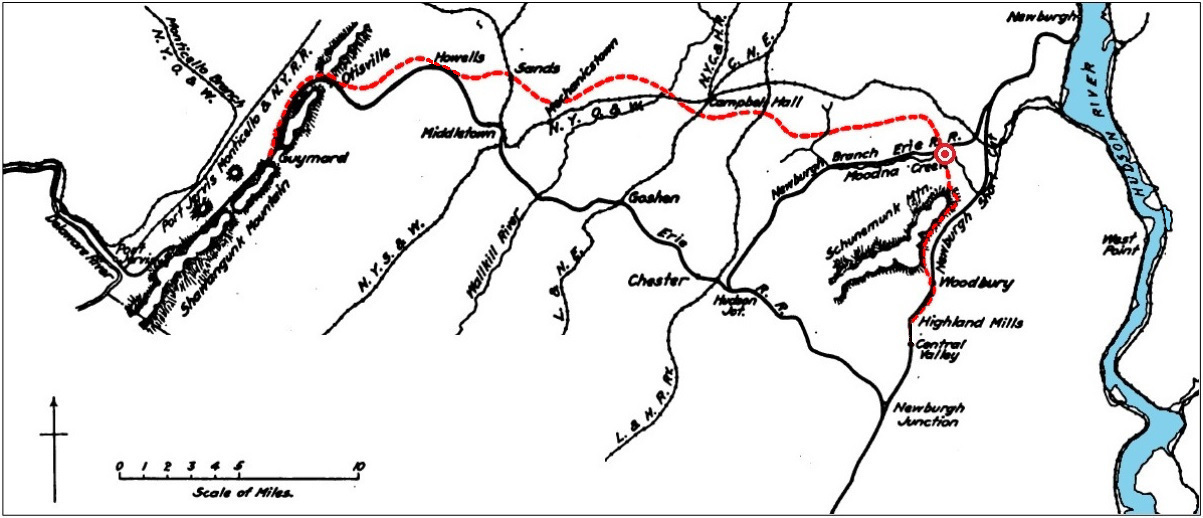
Der Guymard Cut-Off (Graham Line   ) der Erie Railroad mit den Moodna Viaduct , darunter die Hauptstrecke und rechts der Hudson (nachkolorierte Zeichnung von 1908[1])
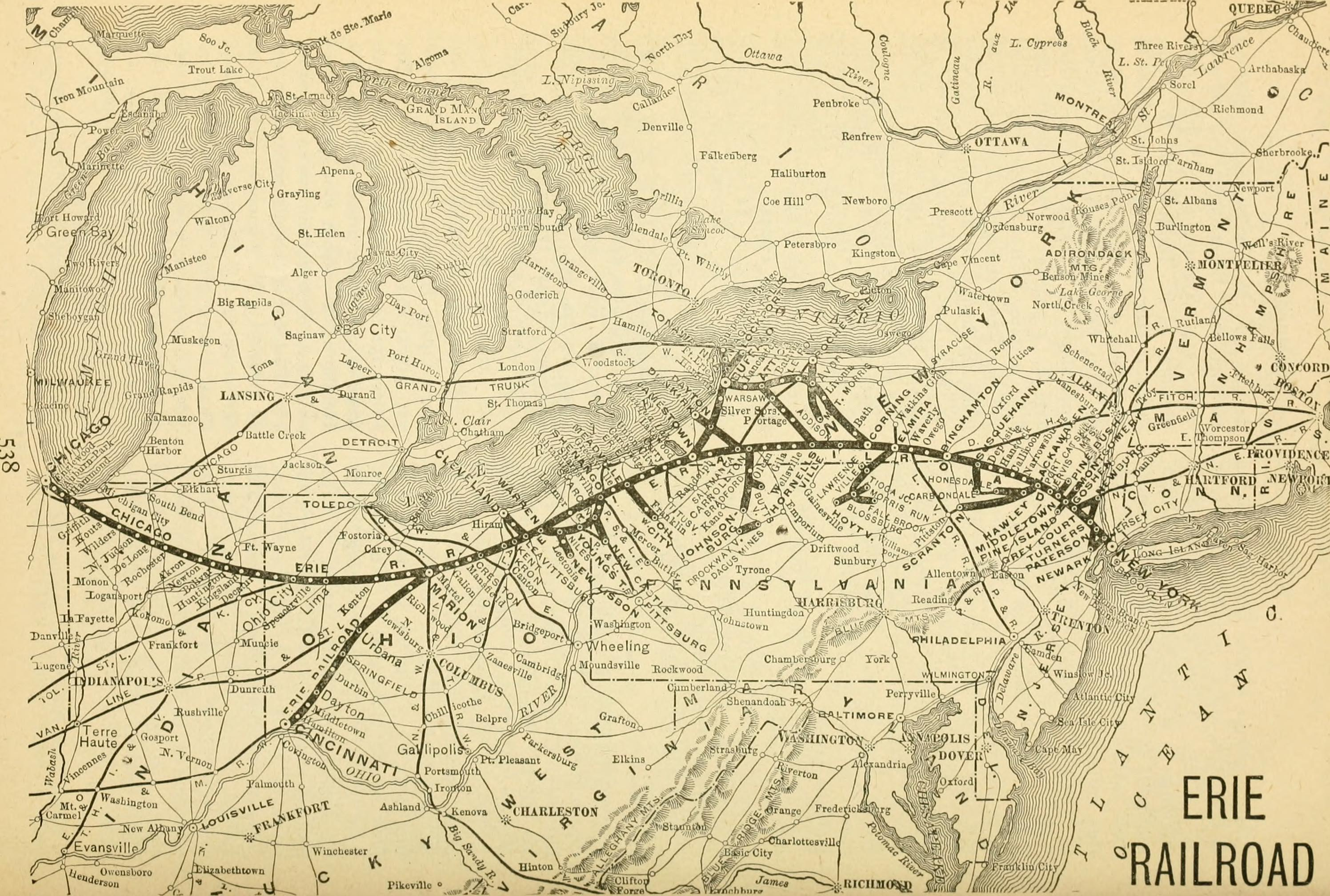
Das Netz der Erie Railroad erstreckte sich 1896 von New York City bis nach Chicago

Die ursprünglich als Guymard Cut-Off bezeichnete 68 Kilometer lange Strecke besaß nur Steigungen von maximal 6 ‰ und wurde im Januar 1909 eröffnet; zu Ehren des einen Monat später verstorbenen Chef-Ingenieurs der ERIE, James Graham, wurde sie später in Graham Line umbenannt. Zur Vermeidung von größeren Steigungen war am höchsten Punkt der Bau des Otisville Tunnel sowie der Bau von mehreren Brücken notwendig. Die größte davon wurde am tiefsten Punkt über das Tal des Moodna Creek errichtet. Das fast einen Kilometer lange Moodna Viaduct führte die Strecke am nördlichen Ende des Schunemunk Mountain in über 55 Meter Höhe über das Tal. Die Stahlgittermasten der Trestle-Brücke wurden damals für einen späteren zweigleisigen Ausbau ausgelegt, der aber nie umgesetzt wurde.

### Übernahme durch Conrail und Unterhalt durch Metro-North

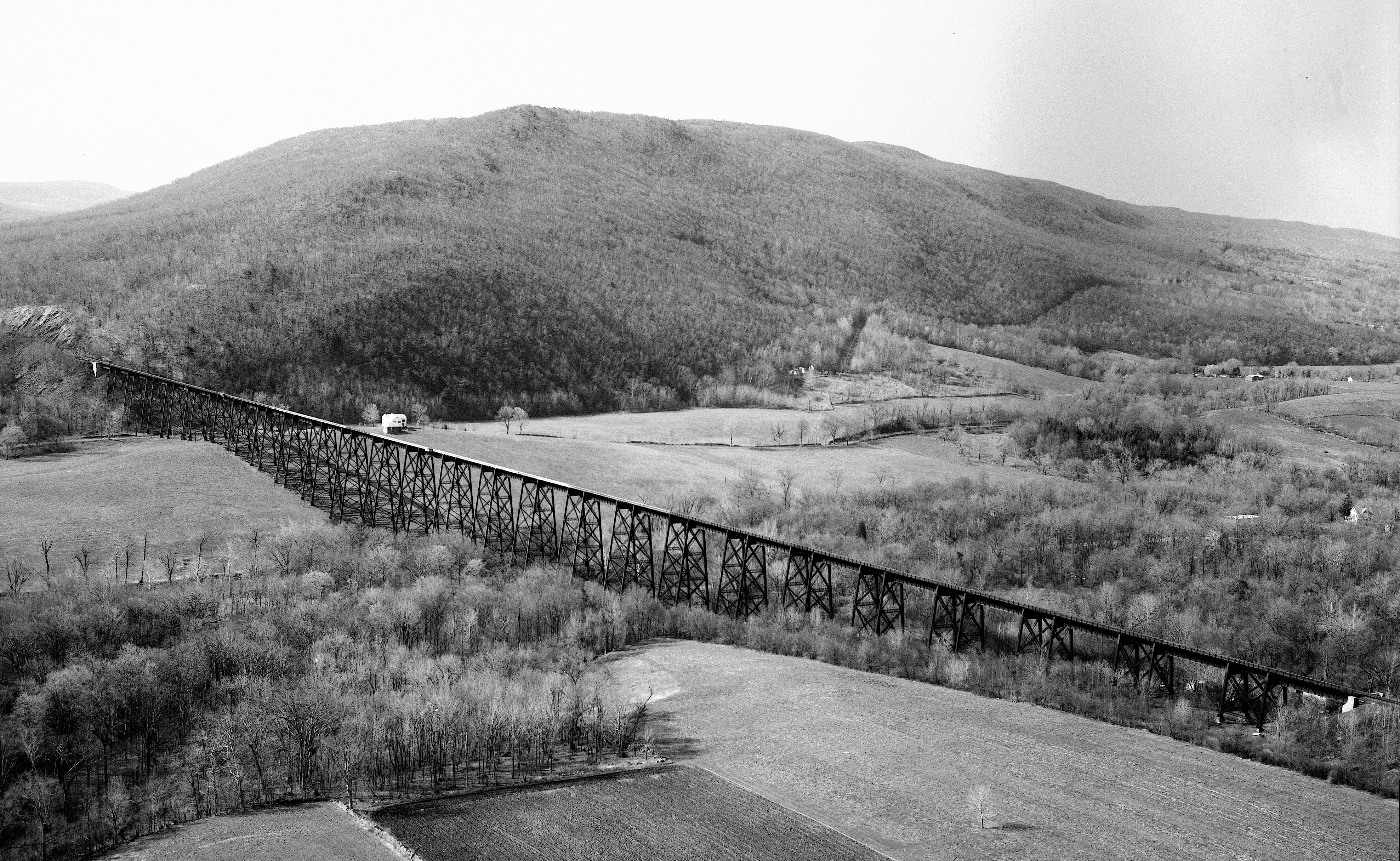
Das Moodna Viaduct 1971, im Hintergrund der Schunemunk Mountain (Blick nach Süden)

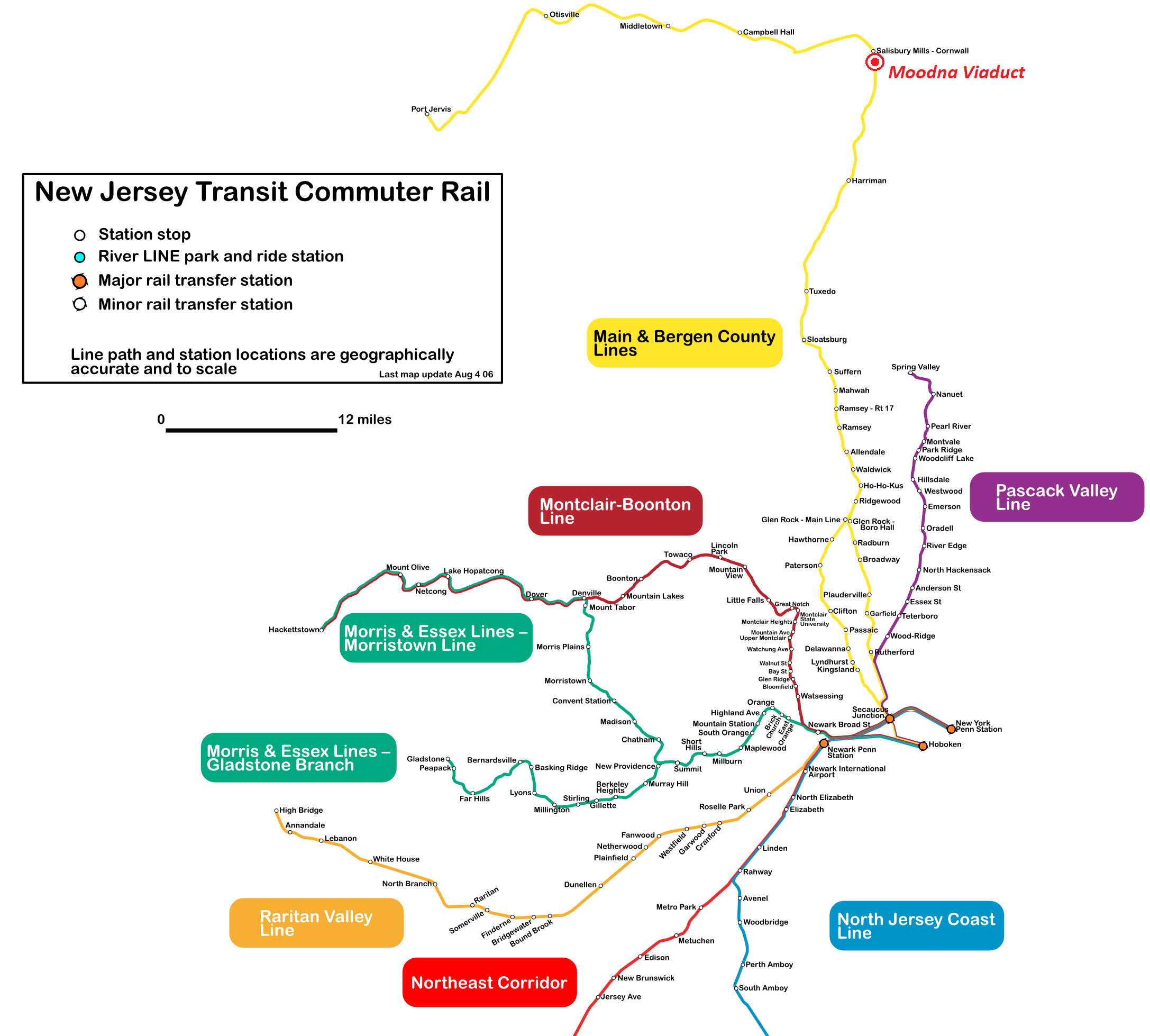
Das Moodna Viaduct liegt auf den von NJ Transit in New York für die Metro-North Railroad betriebenen Port-Jervis-Linie (nördliche Verlängerung der Main & Bergen County Lines)

Mit dem Ausbau des Straßennetzes in den USA und dem Entstehen des motorisierten Individualverkehrs transportierte die Eisenbahn immer weniger Güter und Personen, was ab den 1960er Jahren die großen Eisenbahnnetze in Nordamerika immer unrentabler machte und in der Folgezeit zu mehreren Insolvenzen und Fusionen der Eisenbahngesellschaften führte. Die ERIE fusionierte 1960 zur Erie Lackawanna Railroad, die nach starken Beschädigungen der Bahnanlagen durch den Wirbelsturm Agnes 1972 Insolvenz anmelden musste. Im Jahr 1976 kam sie mit anderen insolventen Eisenbahngesellschaften in den Besitz der staatlichen Auffanggesellschaft Conrail. Der Vorortverkehr von New York City wurde 1983 in New York von Metro-North Railroad und in New Jersey von New Jersey Transit übernommen. Den Personenverkehr nach Port Jervis verlegte man in diesem Zuge von der Hauptstrecke auf die Güterverkehrsstrecke. Diese war aufgrund ihrer geringeren Steigung zwar besser geeignet, besaß aber weder Bahnhöfe noch geeignete Verkehrsanbindungen für die Pendler, welche erst errichtet werden mussten und die man in den Folgejahren ausbaute; die Hauptstrecke wurde stillgelegt. Nach der Aufspaltung von Conrail 1999 wurde die Strecke einschließlich des Moodna Viaducts von der Norfolk Southern Railway übernommen, die sie 2003 an die Metro-North Railroad verpachtete. Durch nötige Instandsetzungsarbeiten 2010–2014 stellte die Regionalbahn den Betrieb der alten Stahlkonstruktion für weitere 20 Jahre sicher, nach Ansicht der Metropolitan Transportation Authority wird aber bis zum Jahr 2034  ein Neubau notwendig. Der Unterhalt der Port-Jervis-Linie erfolgt zwar durch Metro-North, der Zugbetrieb wird aber von NJ Transit durchgeführt und ist die nördliche Verlängerung der Main & Bergen County Lines. Im Jahr 2017 verkehrten hier an Wochentagen täglich 27 Züge. Die Fahrgastzahlen verdoppelten sich seit 1984 und lagen 2015 bei etwa einer Million jährlich.

## Beschreibung
Das Moodna Viaduct ist ein Trestle-Brücke (Gerüstpfeilerviadukt), das auf 26 Stahlgittermasten ruht. Die Gleisebene verläuft auf je zwei parallelen Vollwandträgern, die im Abstand von einem Meter symmetrisch zur Mittelachse des Viaduktes montiert sind. Die 26 Stahl-Träger auf den Masten haben eine Länge von 12,2 m und eine Höhe von 1,7 m. Die 27 Träger zwischen den Masten sind aufgrund ihrer doppelten Länge 2,7 m hoch. Über eine Länge von 73,2 m sind jeweils zwei lange und zwei kurze Träger zwischen einem Fest- und einem Loslager miteinander verbunden. Die Gesamtlänge der Trestle-Brücke beträgt zwischen den Widerlagern 975,4 m.
Die Stahlgittermasten variieren in der Höhe von 11 m an den Rändern des Tals bis zu 55 m über dem Moodna Creek. Da sie für einen späteren zweigleisigen Ausbau ausgelegt wurden, haben sie oben eine Breite von knapp 6 m. Die Grundfläche der höchsten Masten in Höhe ihrer Fundamente beträgt 24,4 m × 19,8 m. Die Masten stehen auf jeweils vier separaten Betonsockeln, wobei jeweils zwei von sechs Sockeln am Moodna Creek in Flussrichtung durch eine zusätzliche Betonwand miteinander verbunden und zum Schutz vor Eisgang an den Enden verstärkt sind. Die Gesamtmasse an verbautem Stahl lag bei etwa 3670 Tonnen.